# Apito Dourado

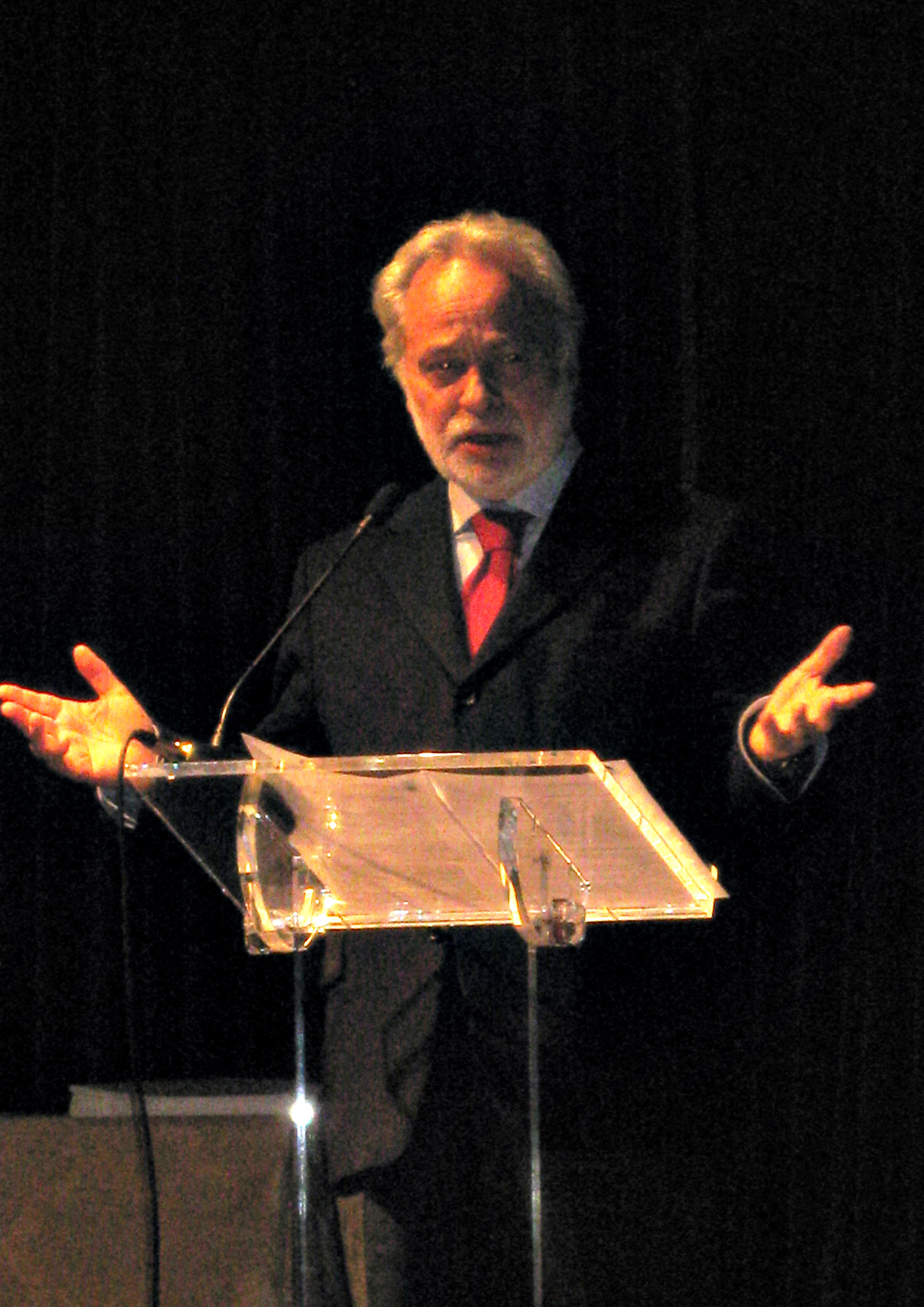
Валентім Лоурейру — один із головних фігурантів скандалу

Справа Apito Dourado (укр. Золотий свисток) — корупційний спортивний скандал у португальському футболі, який мав місце у 2004 році. Слідчі португальської Судової поліції назвали в якості підозрюваних в корупції кілька футбольних особистостей, їм інкримінували зокрема спробу підкупу суддів. Серед підозрюваних був Жорже Нуну Пінту да Кошта, президент «Порту», а також колишній президент «Боавішти» і Португальської ліги професійного футболу, Валентім Лоурейру. Однак, велику роль у справі зіграли судді і клуби нижчих ліг (разом з чиновниками): «Соусенсе» і «Гондомар».
У грудні 2006 року колишній партнер Пінту да Кошти, Кароліна Салгаду, опублікувала книгу «Eu, Carolina» (укр. Я, Кароліна), де висловила в його адресу серйозні звинувачення. Пінту да Кошта назвав ці звинувачення «абсурдними» і сказав, що звернеться з ними в суд. Завдяки книзі Салгаду було відновлено дві закритих справи, в яких фігурував Пінту да Кошта.
У березні 2008 року кримінальний суд Порту вирішив, що один з цих випадків щодо матчу між «Порту» і «Бейра-Мар», де Пінту да Кошта, нібито, передав конверт з 2500 євро арбітру, буде розглядатися в судовому порядку. Іншим основним випадком за участю «Порту» Пінту да Кошти був матч між «Порту» і «Ештрела Амадора», де «Порту», нібито, запропонував повій арбітру матчу. Справу було закрито вдруге в червні 2008 року, а головного свідка, Салгаду, звинуватили в дачі неправдивих свідчень.
У липні 2008 року Валентім Лоурейру був визнаний винним у перевищенні посадових повноважень, але не винним у корупції. Він був засуджений до трьох років і двох місяців умовного тюремного ув'язнення.
У 2008 році Дисциплінарний комітет португальської ліги, який завів паралельну справу під назвою «Apito Final» (укр. Фінальний свисток), засудив Пінту да Кошту до двох років дискваліфікації. З «Порту» було знято 6 очок у чемпіонаті за замах на дачу хабара, однак, це не завадило клубу завоювати чемпіонський титул; «Боавішта» була засуджена до пониження в класі за хабарництво і тиск на рефері; «Уніан Лейрія» позбулася трьох очок, а її президент, Жоао Бартоломеу, був засуджений до річної дискваліфікації.
Багато записів справи «Apito Dourado» доступні на YouTube.

## Хронологія
20 квітня 2004 року була проведена операція «Apito Dourado», яка призвела до арешту 16 осіб, у тому числі посадових осіб клубів і суддів. Серед них були президент Португальської ліги професійного футболу і мер Гондомара, Валентім Лоурейро, тодішній голова суддівської ради Жозе Антоніу Пінту де Соуза і тодішній президент «Гондомара» Жозе Луїш Олівейра.
2 грудня судова поліція повинна була провести обшук будинку Пінту да Кошти, але президент «Порту», як раніше повідомило джерело судової поліції, заздалегідь замів сліди. На наступний день Пінту да Кошта добровільно з'явився в суд Гондомара на допит і вийшов під заставу розміром 200 тисяч євро.
20 квітня 2005 року була закрита «фруктове справа», названа так тому, що слово «фрукт» (кодова назва повій) вживалася в записаних телефонних розмовах з участю президента «Порту» Пінту да Кошти, який пропонував повій рефері Жасінту Пайшао перед матчем між «Порту» і «Ештрела Амадора».
У січні 2006 року справа «Apito Dourado» розглядалася в Гондомарі, прокуратура пред'явила звинувачення 27 людям, у тому числі Валентіму Лоурейру, Жозе Олівейрі і Пінту де Соузі.
До грудня Кароліна Салгаду, колишній партнер Пінту да Кошти, опублікувала книгу «Eu, Carolina», в якій подала нові дані про справу, переважно про ситуації з корупцією, ухилянням від сплати податків, порушення судової таємниці, нападом, лжесвідченням та перешкоджанням правосуддя. Це спонукало суд відновити кілька судових справ.
Судові справи, пов'язані з матчами «Порту» — «Ештрела Амадора» і «Бейра-Мар» — «Порту», були знову відкриті на початку 2007 року. Перед першим матчем за участю «Порту», нібито, рефері Жасінту Пайшао пропонували повій; перед другим матчем Пінту да Кошта, нібито, передав Аугушту Дуарте (рефері) конверт з 2500 євро для того, щоб він судив на користь «Порту». Справа стала відомою під назвою «конвертна».
У березні 2007 року судова команда, відповідальна за справу «Apito Dourado», оголосила, що в стадії реалізації були 56 запитів. У липні суддя Марія Жозе Моргаду доповіла, що були створені 20 звинувачень.
У березні 2008 року «Порту» було засуджено за корупційні правопорушення у матчах проти «Бейра-Мар» і «Ештрела Амадора». З тієї ж причини «Насьйонал Фуншал» і «Боавішті» також було пред'явлено звинувачення у підкупі суддів у матчах проти «Бенфіки» і «Марітіму» і в грі проти «Ештрела Амадора» відповідно.
У жовтні 2008 року суд зареєстрував позов проти Пінту да Кошти, Аугушту Дуарте, Руя Алвеша і Антоніу Араужу щодо матчу «Насьонал» — «Бенфіка».
У березні прокуратура запросила засудження Пінту да Кошти, Антоніу Араужу і Аугушту Дуарте щодо матчу «Порту» — «Бейра-Мар».

## Рішення кримінального суду
У червні 2007 року 13 з 24 підозрюваних у Гондомарській частині справи, переважно, пов'язані з футболом нижчих ліг, були засуджені за корупцію, зловживання владою та впливом. Валентім Лоурейру був засуджений до трьох років і двох місяців умовного покарання за зловживання владою і втратив свій пост мера Гондомара. Жозе Луїш Олівейра, президент «Гондомара» і заступник мера міста Гондомар був визнаний винним у 25 випадках зловживання владою і 10 корупційних правопорушеннях, він був засуджений до трьох років дискваліфікації. Пінту де Соуза був визнаний винним у 25 випадках зловживаннях владою і також отримав три роки дискваліфікації.
На Жоао Маседу, Антоніу Еустакіу, Жорже Сарамагу (всі троє суддів) було накладено штраф. Суд вважав доведеним, що всі троє з них отримали хабарі, але це не означає, що судді порушили правила гри в футбол. Він також заявив, що було неможливо довести, в яких ситуаціях матчу суддя діяв упереджено. Ще вісім обвинувачених були виправдані судом Гондомара.
3 квітня 2009 року Пінту да Кошта був виправданий за всіма кримінальними звинуваченнями, пов'язаними з матчем «Бейра-Мар» — «Порту» сезону 2003/04.

## «Apito Final»
У 2007 році Португальська футбольна ліга розпочала процес, названий «Apito Final». 9 травня 2008 року «Боавішта» була відправлена в Сегунду за хабарництво і тиск на рефері, а з «Порту» зняли шість очок за замах на дачу хабара. Через це контрольно-дисциплінарний комітет УЄФА усунув «Порту» від участі в Лізі чемпіонів УЄФА 2008/09, але це рішення було пізніше скасовано Апеляційним органом УЄФА, що дало можливість «Порту» взяти участь у турнірі. Португальська ліга також засудила Пінту да Кошту до дворічної дискваліфікації; Жоао Лоурейру, голову ради директорів «Боавішти» і сина Валентіима Лоурейру, — до чотирирічної; і Жоао Бартоломеу, президента «Уніан Лейрія», — на один рік. П'ять суддів також були дискваліфіковані. Всі покарані клуби (крім «Порту»), президенти і судді подали апеляції, проте покарання не завадило «драконам» виграти титул чемпіона.
У травні 2011 року Центральний адміністративний суд Південної Португалії ухвалив, що рішення зняти шість очок з «Порту» і дискваліфікувати президента клубу є «недійсним». Причому воно було підтверджено в 2008 році на суперечливій зустрічі, організованій Радою юстиції Федерації футболу Португалії. Суд мотивував своє рішення тим, що це рішення було прийнято невеликим числом радників після того, як президент Ради оголосив зустріч закінченою, без участі президента і віце-президента, відсутніх до того часу. Футбольна федерація Португалії оголосила, що буде оскаржувати це рішення у Верховному суді з адміністративних питань.

## Прослушка
При розслідуванні «Apito Dourado» було записано кілька розмов між підозрюваними, багато хто з них являють собою переговори про призначення суддів, їх роботу і хабарі. Однак, в судах ці прослушки не вважалися законними доказами, бо вони були записані без необхідної санкції суду. Однак, після виправдувальних рішень, деякі з них були завантажені на YouTube і одразу ж було зроблено багато вірусних копій. Деякі з найбільш відомих:
- Розмова за годину до матчу «Порту» — «Ештрела Амадора», який відбувся 24 січня 2004 року між президентом «Порту» Пінту да Коштою, і футбольним агентом Антоніу Араужу. Араужу просив дозволу Пінту да Кошти, щоб відправити «фрукти спати з» (нібито, кодова назва повій) з ЖП (нібито, кодова назва Жасінту Пайшао, судді матчу). Пінту да Кошта повідомив у цій розмові, що «фрукти» вже було відправлено[14]. Через кілька років Жасінту Пайшао зізнався, що регулярно брав повій і платні поїздки в обмін на допомогу" «Порту» (в матчі проти «Академіка Коїмбра»), або на засудження «Бенфіки» (у грі проти «Морейренсе»). Жасінту Пайшао сказав, що записав відеовизнання на випадок, якщо щось має статися з ним або з його сім'єю[15][16].
- Бесіди між Пінту да Коштою, Антоніу Араужу і Аугусту Дуарте (рефері), де тріо домовлялось про зустрічі в будинку Пінту да Кошти. Це сталося за два дні до того, як Аугушту Дуарте судив матч між «Порту» і «Бейра-Мар»[17]. Пінту да Кошта заявив, що цей візит був пов'язаний з тим, що суддя Аугушту Дуарте прийшов за порадою сімейного плану. Те, що зустріч відбулася, було доведено в суді; однак, не був ясний її мотив, тому звинувачення було відхилено.
- Розмова між президентом «Белененсеша», Секейрою Нуньешом, і Пінту де Соузою, президентом суддівської ради, який відбувся 24 березня 2004 року. Нуньєш засуджував Соузу за те, що президент «Насьйонала», Руй Алвеш, пропонує повій суддям матчів своєї команди з метою вплинути на результат. За місяць до цієї розмови Руй Алвеш поскаржився Антоніу Араужу, що «Насьйонал» протягом тривалого часу не міг виграти матч, який судив Аугусту Дуарте. Араужу потім попросив дозволу у Руя Алвеша відсудити матч «Насьйонала» проти «Бенфіки». Три дні потому Араужу подзвонив Алвешу, щоб повідомити йому, що все гаразд[18]. «Насьйонал» виграв матч проти «Бенфіки» з рахунком 3:2.

## Наслідки
Справа «Apito Dourado» було гучниою подією в португальському футболі і потрапило на перші сторінки спортивних новинних видань. Пінту да Кошта, найвідоміший підозрюваний, не був засуджений судом кримінальної системи, хоча отримав дискваліфікацію на два роки від Дисциплінарного комітету португальської ліги. «Порту» був оштрафований Дисциплінарним комітетом ліги на шість очок, що не завадило клубу перемогти в чемпіонаті.
Попри відсутність суворих покарань, скандал серйозно підірвав репутацію португальського футболу і «Порту» зокрема.
Скандал «Apito Dourado» вдарив не тільки по репутації португальського футболу, але і всієї португальської кримінально-процесуальної системи. Одне з найбільших протиріч полягало в тому, що у прокурорів не було «жодних сумнівів» з приводу заяви судової поліції, що Пінту да Кошта прибрав свій офіс перед проведенням обшуку. Однак, бо джерело витоку інформації не вийшло визначити, звинувачення було відхилено. Предметом суперечок стало рішення суду оштрафувати суддів нижчих ліг. Одна з таких суперечок розгорілась через те, що судді не долучили до матеріалів справи в якості доказу золото, яке послужило хабарем. Широкі дебати також були викликані співвідношенням між правом на недоторканність приватного життя (в цьому випадку як частина твердження, що несанкціоновані прослушки не повинні вважатися достатніми доказами) та вимогами суворішого суддівства, незалежно від права на особисте життя підозрюваних у скоєнні злочинів.
Кодові слова, використані в записах відтоді стали поширеним елементом португальського футбольного жаргону. Такі вирази, як «fruta para dormir» (укр. переспати з фруктами), «чорна кава» і «латте» (з посиланням на колір шкіри повій), «rebuçado» (укр. цукерки) використовуються як вболівальниками, так і клубними чиновниками, щоб знущатися і атакувати словесно клуби, пов'язані з «Apito Dourado»: «Порту», «Боавішту», «Насьйонал» і «Гондомар».
У 2013 році CMTV, дочірній телеканал газети «Correio da Manhã», зняв фільм про «Apito Dourado», приурочений до десятиріччя скандалу, в зніманні використовувалися вже відомі записи телефонних розмов, а також раніше невідомі матеріали.